# Bisbat de Uíje
El Bisbat de Uíje (portuguès: Diocese de Uíje; llatí: Dioecesis Uiiensis) és una seu de l'Església Catòlica a Angola, sufragània de l'arquebisbat de Malanje. El 2013 tenia 906.000 batejats al voltant de 1.765.000 habitants. Actualment és dirigida pel bisbe Emílio Sumbelelo.

## Territori
La diòcesi comprèn la província de Uíge a Angola. La seu episcopal és la ciutat de Uíge, on s'hi troba la catedral de Nossa Senhora da Conceição. Està subdividida en 21 parròquies.

## Història
La diòcesi de Carmona e São Salvador fou erigida el 14 de març de 1967 amb la butlla Apostolico officio del papa Pau VI, aplegant el territori de l'arquebisbat de Luanda, del que originàriament n'era sufragani.
El 16 de maig de 1979 ha pres el nom actual. El 7 de novembre de 1984 ha cedit una porció del seu territori per a l'erecció del bisbat de Mbanza Congo.
El 12 d'abril de 2011 entrà a formar part de la província eclesiàstica de l'arquebisbat de Malanje.

## Cronologia dels bisbes
- José Francisco Moreira dos Santos, O.F.M. Cap. (14 març 1967 - 2 febrer 2008 retirat)
- Emílio Sumbelelo, des del 2 febrer 2008

## Estadístiques
A finals del 2013, la diòcesi tenia 906.000 batejats sobre una població de 1.765.000 persones, equivalent al 51,3% del total.
| any  | població | població  | població | sacerdots | sacerdots       | sacerdots       | sacerdots             | diaques | religiosos | religiosos | parròquies |
| ---- | -------- | --------- | -------- | --------- | --------------- | --------------- | --------------------- | ------- | ---------- | ---------- | ---------- |
| any  | batejats | total     | %        | total     | clergat secular | clergat regular | batejats por sacerdot | diaques | homes      | dones      |            |
| 1970 | ?        | 440.183   | ?        | 30        | 1               | 29              | ?                     |         | 38         | 52         | 3          |
| 1980 | 289.600  | 837.000   | 34,6     | 25        | 1               | 24              | 11.584                |         | 31         | 38         | 18         |
| 1990 | 419.906  | 1.252.473 | 33,5     | 29        | 7               | 22              | 14.479                |         | 36         | 64         | 15         |
| 1999 | 552.529  | 1.405.569 | 39,3     | 31        | 14              | 17              | 17.823                |         | 24         | 79         | 15         |
| 2000 | 558.908  | 1.412.118 | 39,6     | 28        | 14              | 14              | 19.961                |         | 20         | 85         | 15         |
| 2001 | 563.530  | 1.410.735 | 39,9     | 29        | 16              | 13              | 19.432                |         | 20         | 84         | 14         |
| 2002 | 558.106  | 1.268.022 | 44,0     | 29        | 16              | 13              | 19.245                |         | 20         | 79         | 15         |
| 2003 | 556.697  | 1.252.270 | 44,5     | 33        | 20              | 13              | 16.869                |         | 23         | 77         | 15         |
| 2004 | 566.713  | 1.290.000 | 43,9     | 43        | 26              | 17              | 13.179                |         | 23         | 82         | 16         |
| 2010 | 813.000  | 1.588.000 | 51,2     | 50        | 35              | 15              | 16.260                |         | 25         | 66         | 20         |
| 2014 | 906.000  | 1.765.000 | 51,3     | 45        | 27              | 18              | 20.133                |         | 39         | 70         | 21         |